# Кирил Янев
Кирил Иванов Янев (3 декември 1926 г.−30 декември 2003 г.) е български актьор.

## Биография
Роден е в град Пловдив на 3 декември 1926 г. в семейството на актьора Иван Топалов.
През 1947 г. завършва двегодишен курс на обучение при професор Кръстьо Мирски в Държавната театрална школа към „Народния театър“.
Работи в Народния театър (1947−1952) и „Военния театър“ (1952−1991).
Член на САБ (1947).
През 80-те години на миналия век се е занимавал активно с озвучаване на филми и сериали.

## Личен живот
До смъртта си е женен за Роза Янева, от която има един син и една дъщеря.

## Театрални роли
- „Сън в лятна нощ“
- „За честта на пагона“ (Вл. Панов) – Зидаров
- „Разбойници“ (Фридрих Шилер) – Франц Моор
- „Човекът с пушка“ (1966) – Иван Шадрин

### Телевизионен театър
- „Женитба“ (1977) (Николай Гогол)
- „Младоженецът“ (1977) (Емил Манов)
- „Антонина“ (1977) (Генадий Мамлин)
- „Посещение при Минотавъра“ (1977) (Аркадий и Георгий Вайнер)
- „Новата линия“ (Генадий Бокарьов) (1978)
- „Среща в Рим“ (1982) (Камен Зидаров)
- „Процесът Стамболийски“ (1985) (Пелин Пелинов), 2 части
- „Борислав“ (1985) (Иван Вазов), 2 части
- „Представянето на комедията „Г-н Мортагон“ от Иван Вазов и Константин Величков в пловдивския театър „Люксембург“ в 1883 г.“ (1988) (Пелин Пелинов), 2 части – Йоаким Груев
- „Изповедта на един клоун“ (1973) (Хайнрих Бьол)
- „Дипломат“ (1971) (Самуел Альошин)
- „Албена“ (1968) (Йордан Йовков)

## Награди и отличия
- Заслужил артист (1969).
- Народен артист (1976).
- Орден „Кирил и Методий“ – I степен.
- „Димитровска награда“ за ролята му на (Иван Шадрин) от пиесата „Човекът с пушка“ (1966).

## Филмография
| Година      | Филми и Сериали                          | Серии  | Копродукции        | Роля                                           |
| ----------- | ---------------------------------------- | ------ | ------------------ | ---------------------------------------------- |
| 1991        | Дали́ – („Dalí“)                          |        | Испания / България | Далмау                                         |
| 1987        | Перашки                                  |        |                    | Михал                                          |
| 1986        | Обичам те, скъпи – („Je t'aime, chérie“) |        | ГДР                | министър                                       |
| 1984        | Спасението                               |        |                    | попът охридчанин                               |
| 1984        | Златният век                             | 11     |                    | Борис I (в 6 серии 1, 2, 6, 7, 9, 10)          |
| 1982        | Удар с ускорение                         | 2      |                    | Петър Грънчаров, бащата                        |
| 1980        | Приключенията на Авакум Захов            | 6      |                    | учителят Методи Парашкевов (в 2 серии: 1, 2)   |
| 1979        | Когато вадиш кестени от огъня            |        |                    | директорът на металургичен завод „АРНКО“       |
| 1978        | По дирята на безследно изчезналите       | 4      |                    |                                                |
| 1977        | Големият товар                           | 2      |                    | следовател                                     |
| 1976        | Апостолите                               | 2      |                    | хаджи Антон                                    |
| 1976 – 1980 | Записки по българските въстания          | 13     |                    | хаджи Антон (в 2 серии: 4, 5)                  |
| 1975        | Незабравимият ден                        |        |                    |                                                |
| 1972        | Агент №1 – („Agent nr 1“)                |        | Полша              | Мальопулос                                     |
| 1971        | Откраднатият влак – („Украденный поезд“) |        | СССР / България    | Виктор                                         |
| 1971        | Демонът на империята                     | 10     |                    | Найден Геров, московският консул (в 7-а серия) |
| 1969 – 1971 | На всеки километър                       | 26     |                    | (в 16-а серия, 1971)                           |
| 1969        | Скорпион срещу Дъга                      |        |                    | „Иванич“ - Ванче Разлогов                      |
| 1969        | Птици и хрътки                           |        |                    | командирът на танковата дивизия                |
| 1968        | Небето на Велека                         |        |                    | бай Киро                                       |
| 1967        | Ако не иде влак                          |        |                    | инспектор Ангелов                              |
| 1966        | Дворът с люлките                         |        |                    | бащата на Румен                                |
| 1963        | Легенда за Паисий                        |        |                    | Сепарион, брат на Виссарион                    |
| 1963        | Калоян                                   |        |                    |                                                |
| 1961        | Нощта срещу 13-и                         |        |                    | инженер Томов (като К. Янев)                   |
| 1959        | Пътища                                   | 2 нов. |                    | Тахов (в 1-вата новела: „Другото щастие“)      |
| 1956        | Екипажът на „Надежда“                    |        |                    | мичман Наков                                   |